# Carla Gugino
Carla Gugino (Sarasota, 29 agosto 1971) è un'attrice ed ex modella statunitense.

## Biografia
Nata a Sarasota, in Florida, figlia di Carl, un ortodontista statunitense di origini italiane e di una madre americana di origini inglesi e irlandesi, Susan. I suoi genitori si separarono quando aveva due anni e all'età di cinque anni si trasferisce in California con la madre. Ancora adolescente, intraprende la carriera di modella, trasferendosi a New York. Sentendosi a disagio, decide di tornare a Los Angeles, dove, spronata dalla zia Carol Merril, anche lei attrice, decide di frequentare un corso di recitazione. Nel 1989 fa la sua prima apparizione nel film In campeggio a Beverly Hills.
Nel 1994 appare nel videoclip della famosa canzone Always dei Bon Jovi. Nel 1998 è diretta da Brian De Palma in Omicidio in diretta, ma viene conosciuta dal grande pubblico per la saga cinematografica di Spy Kids nel ruolo di Ingrid Cortez che ricopre nei primi tre film della saga. Negli anni successivi partecipa a diverse pellicole di successo tra cui Sin City, Watchmen, Una notte al museo, Sfida senza regole, Sucker Punch, American Gangster e San Andreas.
In televisione, dopo delle ospitate in alcuni telefilm, ottiene uno dei ruoli regolari nella serie televisiva Spin City al fianco di Michael J. Fox; tuttavia il suo personaggio esce di scena dopo i primi dodici episodi per poi tornare solo come ospite in un episodio della terza stagione. In seguito, dopo un episodio come ospite, l'attrice entra nel cast regolare della sesta ed ultima stagione di Chicago Hope. Tra il 2003 e il 2006 ottiene ruoli da protagonista nelle sfortunate serie televisive Karen Sisco e Threshold.
Successivamente l'attrice ottiene ruoli ricorrenti nei telefilm Entourage e Californication, nonché un ruolo da protagonista nella miniserie Political Animals al fianco di Sigourney Weaver. La Gugino partecipa poi come protagonista nelle serie televisive Wayward Pines (prodotta da M. Night Shyamalan) e Roadies (ideata da Cameron Crowe). Nel 2018 torna a collaborare con il regista Mike Flanagan (che l'aveva già diretta nel film Il gioco di Gerald, tratto da un libro di Stephen King) nella serie televisiva per Netflix ispirata al libro di Shirley Jackson, The Haunting.
Nel 2019 debutta sul canale Cinemax la serie Jett - Professione ladra, creata dal marito Sebastian Gutierrez, dove l'attrice è la protagonista; a seguito della decisione della rete di non produrre più contenuti originali, la serie è stata cancellata dopo una sola stagione.

## Vita privata
È fidanzata dal 1996 con il regista Sebastian Gutierrez.

## Filmografia

### Attrice

#### Cinema
- In campeggio a Beverly Hills (Troop Beverly Hills), regia di Jeff Kanew (1989)
- Roxy - Il ritorno di una stella (Welcome Home, Roxy Carmichael), regia di Jim Abrahams (1990)
- Voglia di ricominciare (This Boy's Life), regia di Michael Caton-Jones (1993)
- Red Hot, regia di Paul Haggis (1993)
- Mamma, ho trovato un fidanzato (Son in Law), regia di Steve Rash (1993)
- Promesse e compromessi (Miami Rhapsody), regia di David Frankel (1995)
- Conflitti di famiglia (The War at Home), regia di Emilio Estevez (1995)
- In fuga a Las Vegas (Wedding Bell Blues), regia di Dana Lustig (1996)
- Michael, regia di Nora Ephron (1996)
- Lovelife, regia di Jon Harmon Feldman (1997)
- Jaded, regia di Caryn Krooth (1998)
- Omicidio in diretta (Snake Eyes), regia di Brian De Palma (1998)
- Judas Kiss, regia di Sebastian Gutierrez (1998)
- Spy Kids, regia di Robert Rodriguez (2001)
- Lei, la creatura (She Creature), regia di Sebastian Gutierrez (2001)
- Il centro del mondo (The Center of the World), regia di Wayne Wang (2001)
- The Jimmy Show, regia di Frank Whaley (2001)
- The One, regia di James Wong (2001)
- Spy Kids 2 - L'isola dei sogni perduti (Spy Kids 2: Island of Lost Dreams), regia di Robert Rodriguez (2002)
- The Singing Detective, regia di Keith Gordon (2003)
- Missione 3D - Game Over (Spy Kids 3-D: Game Over), regia di Robert Rodriguez (2003)
- Sin City, regia di Robert Rodriguez (2005)
- The Life Coach, regia di Josh Stolberg (2005)
- Even Money, regia di Mark Rydell (2006)
- Una notte al museo (Night at the Museum), regia di Shawn Levy (2006)
- Sguardo nel vuoto (The Lookout), regia di Scott Frank (2007)
- La setta delle tenebre (Rise), regia di Sebastian Gutierrez (2007)
- American Gangster, regia di Ridley Scott (2007)
- Sfida senza regole (Righteous Kill), regia di Jon Avnet (2008)
- Il mai nato (The Unborn), regia di David S. Goyer (2009) – cameo
- Sparks, regia di Joseph Gordon Levitt – cortometraggio (2009)
- Watchmen, regia di Zack Snyder (2009)
- Corsa a Witch Mountain (Race To Witch Mountain), regia di Andy Fickman (2009)
- Women in Trouble, regia di Sebastian Gutierrez (2009)
- Sotto la maschera (Under the Hood), regia di Eric Matthies – cortometraggio (2009)
- Apocrypha, regia di Andrey Zvyagintsev – cortometraggio (2009)
- The Mighty Macs, regia di Tim Chambers (2009)
- Elektra Luxx - Lezioni di sesso (Elektra Luxx), regia di Sebastian Gutierrez (2010)
- Tell-Tale, regia di Greg Williams – cortometraggio (2010)
- Every Day, regia di Richard Levine (2010)
- Faster, regia di George Tillman Jr. (2011)
- I Melt with You, regia di Mark Pellington (2011)
- Girl Walks Into a Bar, regia di Sebastian Gutierrez (2011)
- Sucker Punch, regia di Zack Snyder (2011)
- I pinguini di Mr. Popper (Mr. Popper's Penguin), regia di Mark Waters (2011)
- Capodanno a New York (New Year's Eve), regia di Garry Marshall (2011)
- Hotel Noir, regia di Sebastian Gutierrez (2012)
- Match, regia di Stephen Belber (2014)
- San Andreas, regia di Brad Peyton (2015)
- Wolves - Il campione (Wolves), regia di Bart Freundlich (2016)
- Lo spazio che ci unisce (The Space Between Us), regia di Peter Chelsom (2016)
- Il gioco di Gerald (Gerald's Game), regia di Mike Flanagan (2017)
- Elizabeth Harvest, regia di Sebastian Gutierrez (2018)
- Gunpowder Milkshake, regia di Navot Papushado (2021)
- Lisa Frankenstein, regia di Zelda Williams (2024)
- L'amico fedele, regia di Scott McGehee e David Siegel (2024)
- Capi di Stato in fuga (Heads of State), regia di Il'ja Najšuller (2025)

#### Televisione
- Casalingo Superpiù (Who's the Boss?) – serie TV, episodio 4x22 (1988)
- Good Morning, Miss Bliss – serie TV, episodio 1x01 (1988)
- Alf – serie TV, episodio 3x18 (1989)
- Falcon Crest – serie TV, 11 episodi (1989-1990)
- American Dreamer – serie TV, episodio 1x01 (1990)
- Ferris Bueller – serie TV, episodio 1x10 (1990)
- Doogie Howser (Doogie Howser, M.D.) – serie TV, episodio 2x22 (1991)
- Blue Jeans (The Wonder Years) – serie TV, episodio 5x06 (1991)
- Senza motivo apparente (Murder Without Motive: The Edmund Perry Story), regia di Kevin Hooks – film TV (1992)
- In viaggio nel tempo (Quantum Leap) – serie TV, episodio 4x16 (1992)
- Davis Rules – serie TV, episodi 2x02-2x09 (1992)
- A Private Matter, regia di Joan Micklin Silver – film TV (1992)
- Motorcycle Gang, regia di John Milius – film TV (1994)
- The Buccaneers, regia di Philip Saville – miniserie TV (1995)
- Spin City – serie TV, 13 episodi (1996-1998)
- Hotel Alexandria, regia di Andrea Barzini e James Merendino – miniserie TV (1999)
- Bonne Nuit – serie TV, episodio pilota scartato (1999)
- A Natale tutto è possibile (A Season for Miracles), regia di Michael Pressman – film TV (1999)
- Chicago Hope – serie TV, 23 episodi (1999-2000)
- Lei, la creatura (She Creature), regia di Sebastian Gutierrez – film TV (2001)
- Karen Sisco – serie TV, 10 episodi (2003-2004)
- Threshold – serie TV, 13 episodi (2005-2006)
- Entourage – serie TV, 12 episodi (2007-2010)
- Californication – serie TV, 10 episodi (2011)
- Hide - Segreti sepolti (Hide), regia di John Gray – film TV (2011)
- Justified – serie TV, episodio 3x02 (2012)
- Political Animals – miniserie TV, 6 puntate (2012)
- New Girl – serie TV, episodi 2x07-2x09-2x10 (2012)
- Doubt – serie TV, episodio pilota scartato (2013)
- Wayward Pines – serie TV, 10 episodi (2015-2016)
- The Brink – serie TV, 6 episodi (2015)
- Roadies – serie TV, 10 episodi (2016)
- Nashville – serie TV, episodio 5x09 (2017)
- The Haunting – serie TV, 12 episodi (2018-2020)
- Jett - Professione ladra (Jett) – serie TV, 9 episodi (2019)
- Manhunt: Deadly Games – serie TV, 6 episodi (2020)
- Leopard Skin - serie TV, 8 episodi (2022)
- La caduta della casa degli Usher (The Fall of the House of Usher) – miniserie TV, 8 episodi (2023)
- The Girls on the Bus - serie TV, 10 episodi (2024)

### Doppiatrice
- Quattro zampe a San Francisco (Homeward Bound II: Lost in San Francisco), regia di David R. Ellis (1996)
- L'uomo d'acciaio (Man of Steel), regia di Zack Snyder (2013)
- Bling, regia di Kyung Ho Lee, Wonjae Lee (2016)
- Batman v Superman: Dawn of Justice, regia di Zack Snyder (2016)
- Robot Chicken - serie animata, episodio 9x05 (2018)
- Zack Snyder's Justice League, regia di Zack Snyder (2021)
- Orion e il Buio (Orion and the Dark), regia di Sean Charmatz (2024)

## Doppiatrici italiane
Nelle versioni in italiano dei suoi lavori, Carla Gugino è stata doppiata da:
- Francesca Fiorentini in Omicidio in diretta, Una notte al museo, American Gangster, Californication, San Andreas, The Haunting, L'amico fedele
- Chiara Colizzi in Missione 3D - Game Over, Sfida senza regole, Wayward Pines, Jett - Professione ladra, Gunpowder Milkshake, Leopard Skin
- Claudia Catani in Sucker Punch, Capodanno a New York, Manhunt: Deadly Games, La caduta della casa degli Usher[2]
- Ilaria Stagni in Spy Kids, Spy Kids 2 - L'isola dei sogni perduti, Watchmen
- Daniela Calò in Sin City, Sguardo nel vuoto, Corsa a Witch Mountain
- Giuppy Izzo in Chicago Hope (st. 6), Roadies, Capi di Stato in fuga
- Alessandra Korompay in Threshold, Elektra Luxx - Lezioni di sesso, Il gioco di Gerald
- Pinella Dragani in The Center of the World, The One
- Tiziana Avarista in The Singing Detective, Every Day
- Beatrice Margiotti in Spin City (st. 1), Wolves - Il campione
- Daniela Abbruzzese in Entourage, Hide - Segreti sepolti
- Laura Romano ne The Brink, Lo spazio che ci unisce
- Georgia Lepore in Voglia di ricominciare
- Laura Boccanera in Chicago Hope (ep. 5x24)
- Isabella Pasanisi in Promesse e compromessi
- Laura Lenghi in Conflitti di famiglia
- Patrizia Mottola in Spin City (ep. 3x05)
- Claudia Razzi in Judas Kiss
- Sonia Mazza in A Natale tutto è possibile
- Stefanella Marrama in Lei, la creatura
- Rossella Acerbo in La setta delle tenebre
- Gilberta Crispino in The Mighty Macs
- Ida Sansone in Faster
- Giò Giò Rapattoni in Justified
- Sabrina Duranti ne I pinguini di Mr. Popper

Da doppiatrice è sostituita da:
- Raffaella Castelli in L'uomo d'acciaio, Batman v Superman: Dawn of Justice
- Paila Pavese in Quattro zampe a San Francisco
- Chiara Colizzi in Orion e il Buio